# Sanderum
Sanderum er en bydel i Sanderum Sogn i Odense Kommune (indtil 1970 i Odense Herred, Odense Amt).

## Historie
Sanderum nævnes første gang i 1272 (Sanderum) og 1393 (Sandrum). Efterleddet viser, at der er tale om en rum-bebyggelse.
Ved matriklen 1662 omfattede Sanderum 17 gårde. Udsædens fordeling var 35% byg, 29% rug, 35% have. Landgildens fordeling var 41% byg, 33% rug og 9% smør.
I 1682 bestod landsbyen af 18 gårde, 3 huse med jord og 5 huse uden jord. Det samlede dyrkede areal udgjorde 1.027,4 tønder land, skyldsat til 192,73 tdr. hartkorn. Dyrkningsformen var trevangsbrug.
Sanderum blev udskiftet i 1794.
I 1950-erne havde Sanderum kirke, præstegård, skole, forskole, forsamlingshus (opført 1904) og mølle.